# Alejandro Bernal (Fußballspieler, 1969)
Alejandro Antonio Bernal Gutiérrez (* 21. Mai 1969 in San Felipe) ist ein ehemaliger chilenischer Fußballspieler auf der Position eines Mittelfeldspielers.

## Karriere
Alejandro Bernal durchlief die Jugendmannschaften seines Heimatvereins Unión San Felipe. Er debütierte 1986, in einer Saison, in der sein Team in die Primera B abstieg und Bernal sieben Ligaspiele bestritt. Mit San Felipe stieg er in die Primera División auf, musste jedoch im Entscheidungsspiel der Relegationsliguilla 1989 wieder in die zweite Liga zurück.
1990 wurde er von Unión Española verpflichtet und gleichzeitig an den CF Universidad de Chile verliehen, das gerade in die Primera División zurückgekehrt war. Nach Ende der Leihe war er im Team Unión Española, das 1992 und 1993 die Copa Chile gewann, zusammen mit Mitspielern wie José Luis Sierra, Ricardo Perdomo, Ricardo González und Juan Castillo. Außerdem nahm Bernal mit dem Klub spanischer Einwanderer an der Copa Libertadores 1994 teil, bei der der chilenische Pokalsieger im Viertelfinale gegen den späteren Sieger FC São Paulo ausschied.
Zusätzlich lief der Mittelfeldspieler für Coquimbo Unido 1995 und Deportes Puerto Montt 1999 in der ersten Liga sowie für die Zweitligisten CD O’Higgins 1997, Deportes Linares 1998 und Deportes Ovalle 2000 bis 2001 auf. 2003 sammelte er zum Abschluss einer Karriere Auslandserfahrung bei Persik Kediri in Indonesien, wo er mit seinen Landsleuten Juan Carlos Tapia und Claudio Villan spielte. Bernal gewann mit dem Team die Meisterschaft 2003.

## Erfolge
Unión Española
- Chilenischer Pokalsieger: 1992, 1993

Persik Kediri
- Indonesischer Meister: 2003